# Zlatko Dalić
Zlatko Dalić, né le 26 octobre 1966 à Livno, est un footballeur bosnien[réf. nécessaire] et croate devenu entraîneur de football. Il est le sélectionneur national actuel de l'équipe de Croatie, qu'il mène en finale de la Coupe du monde 2018.

## Biographie

### Carrière de joueur
Zlatko Dalić dispute cinq matchs en Coupe de l'UEFA, et également cinq rencontres en Coupe des coupes.

### Carrière d’entraîneur

#### En club
Zlatko Dalić commence sa carrière d'entraîneur en 2005, dans le club de Varteks où il avait joué plusieurs saisons.
Il retourne en club, à partir de 2008, au Rijeka. Les saisons suivantes, il entraîne le Dinamo Tirana puis le Slaven Belupo.
À partir de 2010, il s'expatrie dans le Golfe où il remporte ses principaux trophées. Il réalise ainsi le doublé championnat-coupe d'Arabie Saoudite avec Al-Hilal en 2013. Avec Al-Ain, il remporte la coupe (2014) puis le championnat (2015) des Emirats arabes unis. En 2016, il atteint la finale de la ligue des champions de l'AFC.

#### Sélection nationale
En 2007, il connait une première expérience en sélection comme assistant de Dražen Ladić à la tête des espoirs croates.
En octobre 2017, il remplace Ante Čačić à la tête de la sélection croate après un match nul face à la Finlande à l'avant-dernière journée des éliminatoires pour le Mondial 2018. Il remporte son premier match, décisif, face à l'Ukraine, ce qui permet à la Croatie de se qualifier pour les barrages. Après avoir éliminé la Grèce, les Croates se qualifient finalement pour la Coupe du monde 2018.
Pendant la compétition, la Croatie gagne ses trois matchs de poule. Elle s'impose ensuite aux tirs-au-but pendant les huitièmes de finale face au Danemark ainsi qu'en quarts de finale face à la Russie. En demi-finale face à l'Angleterre, son équipe l'emporte à nouveau après prolongations, mais s'incline ensuite en finale contre la France (2-4). Cette seconde place constitue le meilleur résultat de l'histoire de la sélection croate.

## Palmarès

### En club
Varteks
- Coupe de Croatie
  - Finaliste en 2006

 Dinamo Tirana
- Supercoupe d'Albanie
  - Vainqueur en 2008

 Al-Hilal
- Coupe d'Arabie saoudite
  - Vainqueur en 2013
- Championnat d'Arabie saoudite
  - Vice-Champion en 2013

 Al-Ain
- Coupe des Émirats arabes unis
  - Vainqueur en 2014
- Championnat des Émirats arabes unis
  - Champion en 2015
- Supercoupe des Émirats arabes unis
  - Vainqueur en 2015
- Ligue des champions de l'AFC
  - Finaliste en 2016

### En sélection nationale
Avec la sélection croate, Zlatko Dalić est finaliste de la Coupe du monde en 2018 et troisième en 2022. Il est également finaliste de la Ligue des nations en 2023.

## Vie privée
Il épouse Davorka Propadalo en 1992, avec qui il a deux fils : Toni et Bruno.